# استوارت مانش
استوارت مانش (انگلیسی: Stuart B. Munsch؛ زادهٔ ۱۹۶۲) ادمیرال نیروی دریایی ایالات متحده آمریکا است، که از ژوئن ۲۰۲۲ به‌عنوان فرمانده نیروهای دریایی ایالات متحده اروپا و آفریقا فعالیت می‌کند و فرمانده ستاد مشترک نیروهای متفقین ناپل است.
مانش فعالیت نظامی را از سال ۱۹۸۵ در نیروی دریایی آمریکا آغاز کرد، از ۲۰۰۲ تا ۲۰۰۵ فرماندهی زیردریایی یواس‌اس البوکرک را برعهده داشت و از ۲۰۱۵ تا ۲۰۱۷ دستیار ارشد نظامی قائم مقام وزارت دفاع ایالات متحده آمریکا بود.
وی از ۲۰۱۸ تا ۲۰۱۹ به‌عنوان معاون عملیات، طرح و برنامه نیروی دریایی ایالات متحده آمریکا فعالیت می‌کرد، از ۲۰۱۹ تا ۲۰۲۰ معاون توسعه جنگاوری فرمانده نیروی دریایی بود و از ۲۰۲۰ تا ۲۰۲۲ به‌عنوان مدیر توسعه نیروهای ستاد مشترک نیروهای مسلح ایالات متحده آمریکا فعالیت می‌کرد.